# Денніс Вілшо
Денніс Джеймс Вілшо (англ. Dennis James Wilshaw, 11 березня 1926, Сток-он-Трент — 10 травня 2004, Сток-он-Трент) — англійський футболіст, що грав на позиції нападника, зокрема, за клуби «Вулвергемптон» та «Сток Сіті», а також національну збірну Англії.
Чемпіон Англії. Володар Кубка Англії. Дворазовий володар Суперкубка Англії. 

## Клубна кар'єра
У футболі дебютував 1946 року виступами за команду «Волсолл», в якій провів два сезони, взявши участь у 74 матчах чемпіонату. 
Своєю грою за цю команду привернув увагу представників тренерського штабу клубу «Вулвергемптон», до складу якого приєднався 1948 року. Відіграв за клуб з Вулвергемптона наступні дев'ять сезонів своєї ігрової кар'єри. Більшість часу, проведеного у складі «Вулвергемптона», був основним гравцем атакувальної ланки команди. У складі «Вулвергемптона» був одним з головних бомбардирів команди, маючи середню результативність на рівні 0,5 голу за гру першості. За цей час виборов титул володаря Кубка Англії, ставав володарем Суперкубка Англії (двічі), чемпіоном Англії.
1958 року перейшов до клубу «Сток Сіті», за який відіграв 3 сезони.  Граючи у складі «Сток Сіті» також здебільшого виходив на поле в основному складі команди. В новому клубі був серед найкращих голеодорів, відзначаючись забитим голом в середньому щонайменше у кожній третій грі чемпіонату. Завершив професійну кар'єру футболіста виступами за команду «Сток Сіті» у 1961 році.

## Виступи за збірну
1953 року дебютував в офіційних матчах у складі національної збірної Англії. Протягом кар'єри у національній команді провів у її формі 12 матчів, забивши 10 голів.
У складі збірної був учасником чемпіонату світу 1954 року у Швейцарії, де зіграв з господарями (2-0) і Уругваєм (2-4).
Помер 10 травня 2004 року на 79-му році життя у місті Сток-он-Трент.

## Титули і досягнення
- Володар Кубка Англії (1):

«Вулвергемптон»: 1948—1949
- Володар Суперкубка Англії з футболу (2):

«Вулвергемптон»: 1949, 1954
- Чемпіон Англії (1):

«Вулвергемптон»: 1953—1954
- Переможець Домашнього чемпіонату (3):

Збірна  Англії: 1955, 1956, 1957